# Scopanta
Scopanta is een kevergeslacht uit de familie van de boktorren (Cerambycidae). De wetenschappelijke naam van het geslacht werd voor het eerst geldig gepubliceerd in 1893 door Fairmaire.

## Soorten
Scopanta omvat de volgende soorten:
- Scopanta expansitarsis Fairmaire, 1896
- Scopanta plicicollis (Fairmaire, 1901)
- Scopanta rufula Fairmaire, 1893